# Lijst van personen geboren in Saint Louis (Missouri)
Dit is een chronologische lijst van personen geboren in Saint Louis (Missouri).

## Geboren

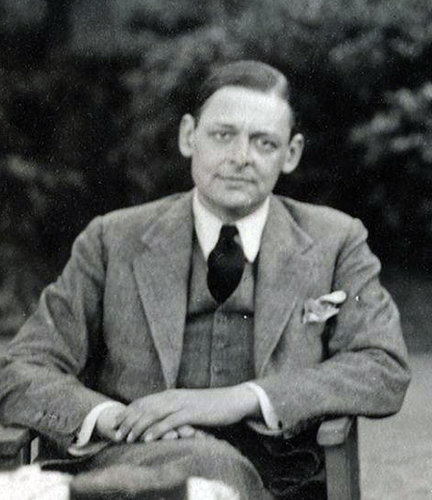
Schrijver T.S. Eliot (1888–1965)

### 1800–1899
- Julia Grant (1826-1902), first lady
- Kate Chopin (1850-1904), auteur
- Jeremiah Harty (1853-1927), aartsbisschop van Manilla en Omaha
- Edward Abeles (1869-1919), acteur
- Augustus Goessling (1880-1963), waterpolospeler
- Manfred Toeppen (1887-1968), waterpolospeler
- T.S. Eliot (1888-1965), Amerikaans-Brits schrijver en Nobelprijswinnaar (1948)
- Kathryn Adams (1893-1959), actrice

### 1900–1919

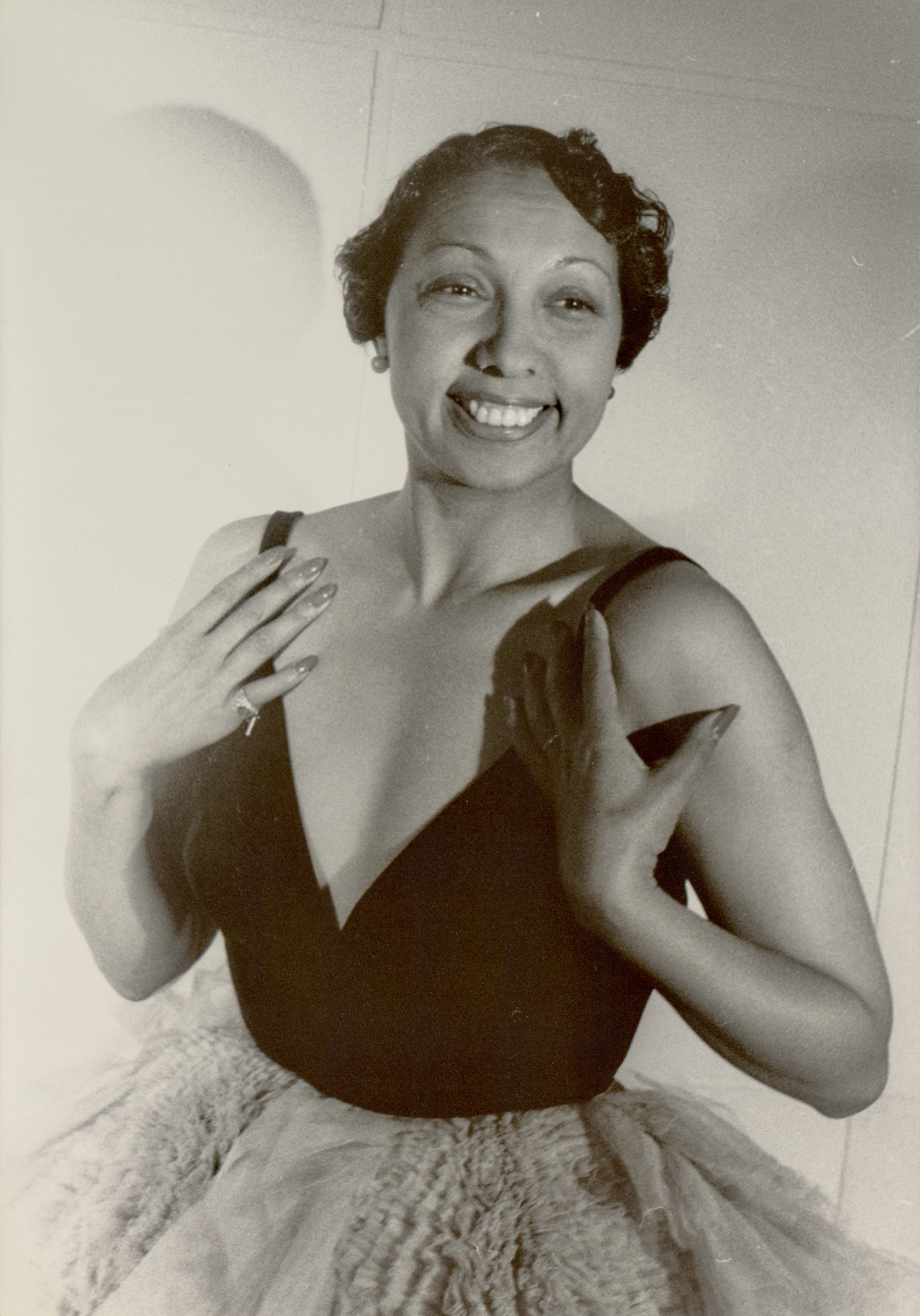
Actrice en danseres Josephine Baker (1906–1975)

- Laura La Plante (1904-1996), actrice
- Josephine Baker (1906-1975), actrice, danseres en zangeres
- Julian Alfred Steyermark (1909-1988), botanicus
- Barbara O'Neil (1910-1980), actrice
- Mary Wickes (1910-1995), actrice
- Vincent Price (1911-1993), acteur
- Glenn Morris (1912-1974), meerkamper en olympisch kampioen
- Harry Babbitt (1913-2004), zanger
- William S. Burroughs (1914-1997), auteur
- Betty Grable (1916-1973), actrice, zangeres, danseres
- A.E. Hotchner (1917-2020), schrijver

### 1920–1929

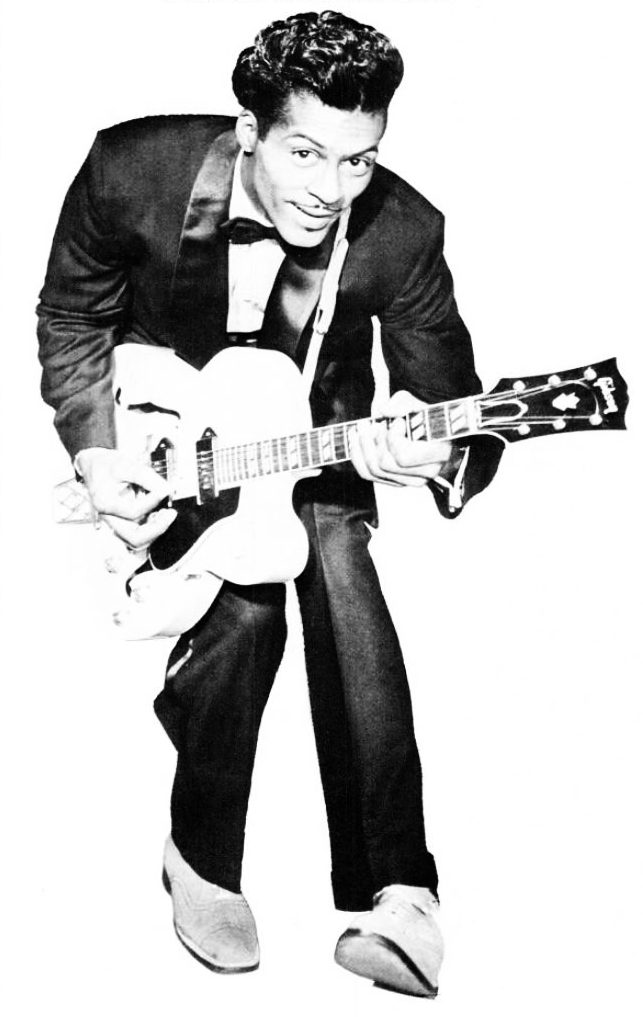
Gitarist Chuck Berry (1926–2017)

- Virginia Mayo (1920-2005), actrice
- Shelley Winters (1920-2006), actrice
- Clark Terry (1920-2015), jazztrompettist, bandleider
- Redd Foxx (1922-1991), komiek en acteur
- Phyllis Schlafly (1924-2016), politiek activiste en schrijfster
- William Webster (1924-2025), topambtenaar en jurist
- Chuck Berry (1926-2017), gitarist, zanger en componist
- Robert Guillaume (1927-2017), acteur
- Maya Angelou (1928-2014), schrijver, dichter, zangeres, danseres, burgerrechtenactivist en hoogleraar amerikanistiek
- Gino Pariani (1928-2007), voetballer
- Lennie Niehaus (1929-2020), componist, muziekpedagoog, arrangeur en altsaxofonist

### 1930–1939

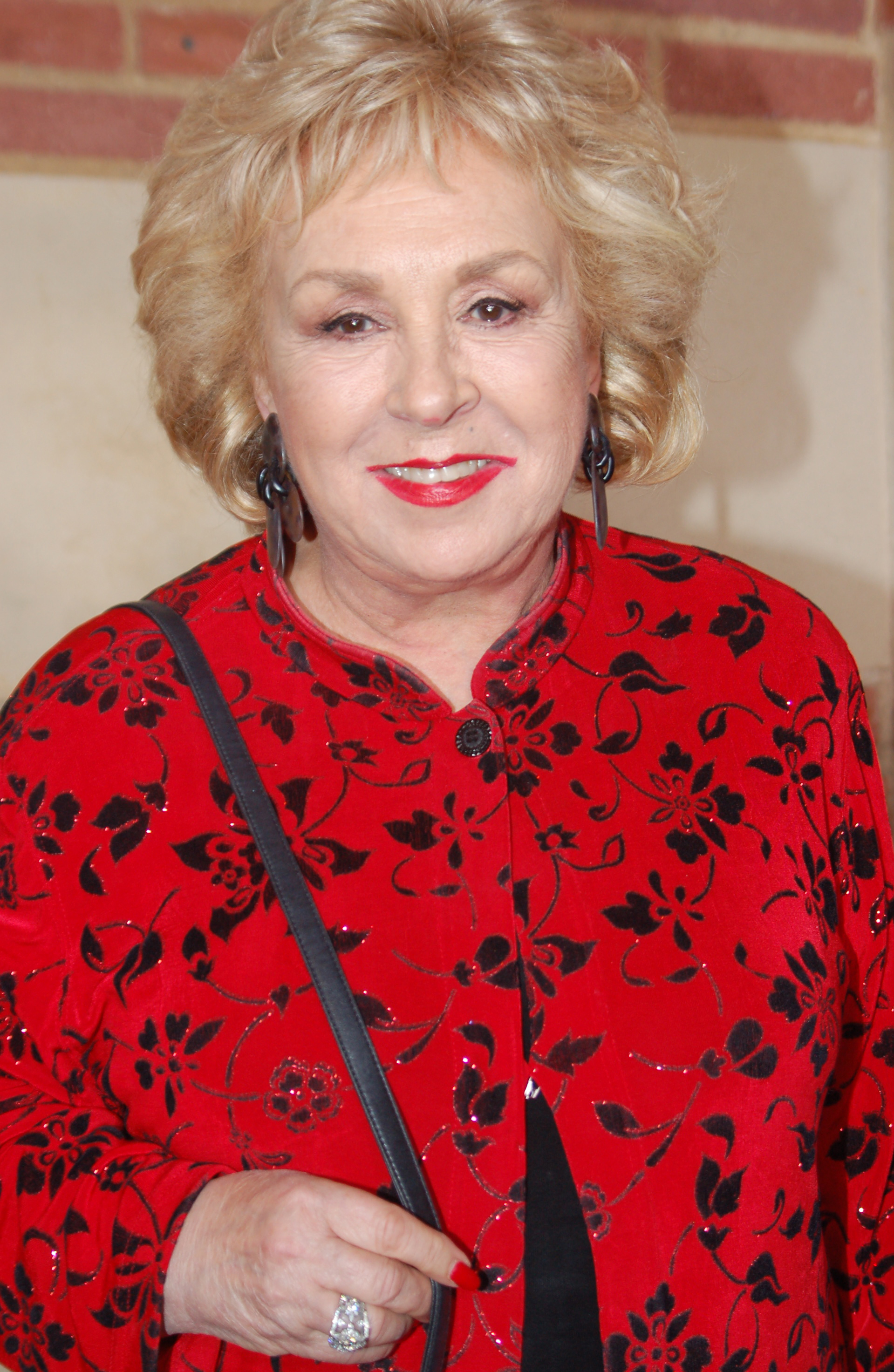
Actrice Doris Roberts (1930–2016)

- Paul L. Maier (1930-2025), historicus en romanschrijver
- Doris Roberts (1930-2016), actrice
- Linden Chiles (1933-2013), acteur
- George Hearn (1934), acteur
- Nick Bockwinkel (1934-2015), worstelaar
- Frank Converse (1938), acteur
- Ricky Owens (1939-1996), soulzanger

### 1940–1949

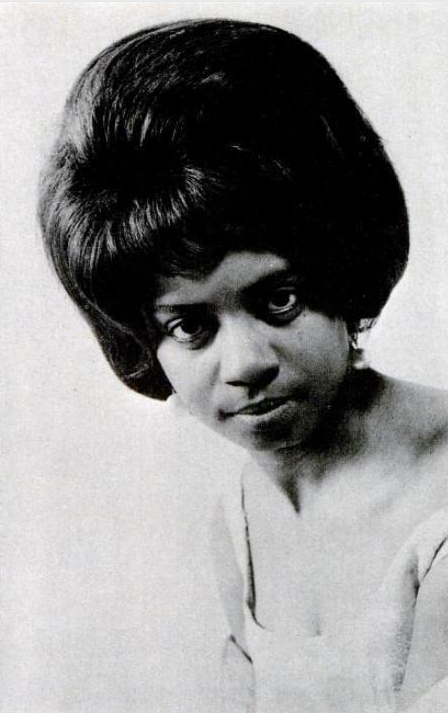
Zangeres Fontella Bass (1940–2012)

- Kent Broadhurst (1940), acteur, scenarioschrijver en kunstschilder
- Fontella Bass (1940-2012), zangeres, pianiste en componiste
- Lee Dorman (1942-2012), musicus, bassist van Iron Butterfly
- Robert Springer (1942), astronaut
- John Milius (1944), filmregisseur, scenarist en producer
- David Rasche (1944), acteur
- Michael Nader (1945-2021), acteur
- Dan O'Bannon (1946-2009), scenarioschrijver en filmregisseur
- Todd Susman (1947), acteur
- Roger Kornberg (1947), biochemicus en Nobelprijswinnaar (2006)
- Kevin Kline (1947), acteur
- James Pankow (1947), trombonist en songwriter (Chicago)
- Steven Chu (1948), natuurkundige, minister en Nobelprijswinnaar (1997)
- Phyllis Smith (1949), actrice

### 1950–1959
- Thomas Akers (1951), astronaut
- Gerry Becker (1951-2019), acteur

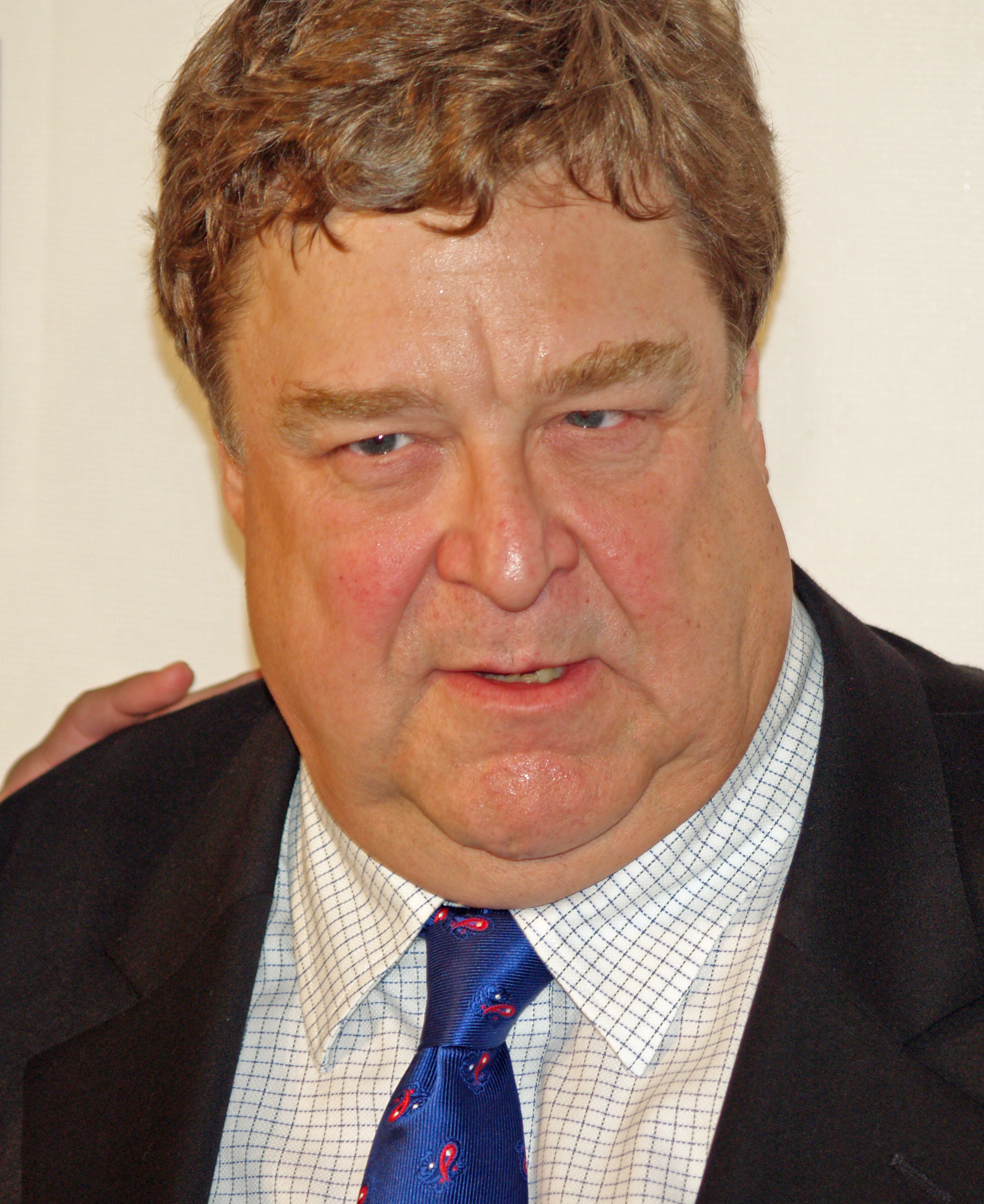
Acteur John Goodman (1952)

- Ellen Foley (1951), zangeres en actrice
- Michael McDonald (1952), zanger
- John Goodman (1952), acteur
- Leon Spinks (1953-2021), bokser
- John Pankow (1954), acteur
- Mark Linn-Baker (1954), acteur, filmregisseur en filmproducent
- Scott Bakula (1954), acteur
- Michael Spinks (1956), bokser
- Mykelti Williamson (1957), acteur, filmproducent, filmregisseur en scenarioschrijver
- Linda Blair (1959), actrice
- D.H. Peligro (1959-2022), drummer

### 1960–1969
- Kasi Lemmons (1961), actrice, filmregisseuse en scenarioschrijfster.
- David Kaufman (1961), (stem)acteur
- Christian Stolte (1962), acteur
- Ken Flach (1963-2018), tennisser
- Norbert Leo Butz (1967), acteur
- Sean Blakemore (1967), acteur
- Brent Sexton (1967), acteur
- Jeff Hartwig (1967), atleet
- Christian Carlos Warren (1969), producer

### 1970–1979
- Jon Hamm (1971), acteur

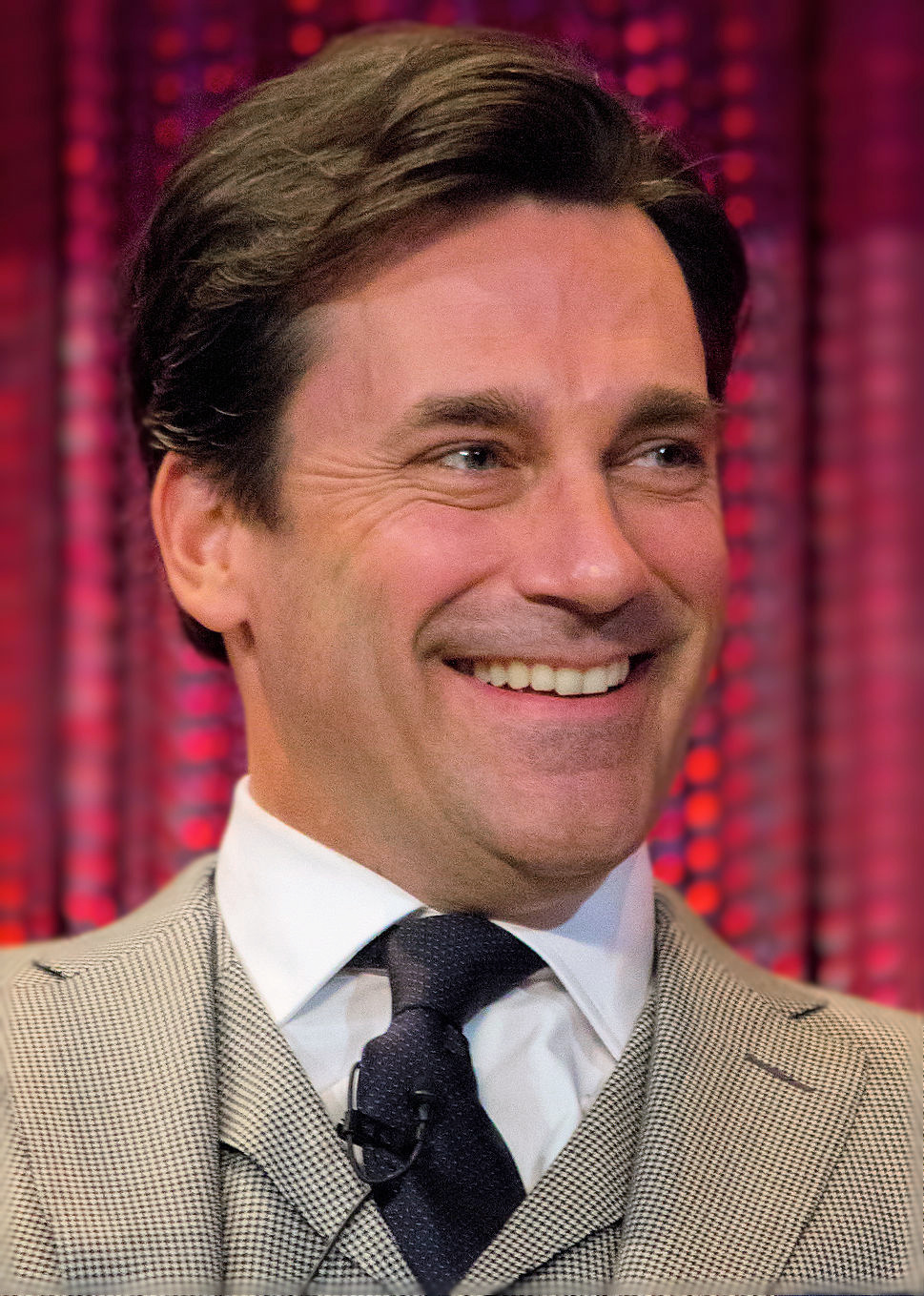
Acteur Jon Hamm (1971)

- Jason & Randy Sklar (1972), tweelingbroers, acteurs, filmproducenten, scenarioschrijvers, komieken en sportverslaggevers
- Sarah Clarke (1972), actrice
- Erin Daniels (1972), actrice
- Leonard Roberts (1972), acteur
- Akon (1973), zanger
- Kevin Livingston (1973), wielrenner
- Sterling K. Brown (1976), acteur
- Chris Klein (1976), voetballer
- Bobby Rhine (1976-2011), voetballer
- Ryan Michelle Bathe (1976), actrice
- Annie Wersching (1977-2023), actrice
- Amir Arison (1978), acteur
- Brandon Barash (1979), acteur

### 1980–1999
- Chingy (1980), rapper
- Colin Donnell (1982), acteur en zanger
- Evan Bourne (1983), worstelaar (echte naam Matthew Joseph Korklan)
- Mike Rodgers (1985), atleet
- Becky Sauerbrunn (1985), voetbalster
- SZA (1989), zangeres
- Will Bruin (1989), voetballer
- Shannon Vreeland (1991), zwemster
- Taylor Momsen (1993), actrice  en zangeres (The Pretty Reckless)
- Jayson Tatum (1998), basketballer